# Ranunculus cantoniensis
Ranunculus cantoniensis DC. – gatunek rośliny z rodziny jaskrowatych (Ranunculaceae Juss.). Występuje naturalnie w Indiach (w stanie Pendżab), Nepalu, Bhutanie, Chinach (w prowincjach Fujian, Guangdong, Junnan, Kuejczou, Syczuan i Zhejiang oraz w regionie autonomicznym Kuangsi), Korei Południowej oraz Japonii.

## Morfologia
PokrójBylina o lekko owłosionych pędach. Dorasta do 20–65 cm wysokości.
LiścieSą podwójnie lub potrójnie klapowane. Mają trójkątny lub owalny kształt. Mierzą 3–14 cm długości oraz 4–17 cm szerokości. Ogonek liściowy jest mniej lub bardziej owłosiony i ma 4,5–20 cm długości.
KwiatySą zebrane po 4–10 w baldachogronach. Pojawiają się na szczytach pędów. Mają żółtą barwę. Dorastają do 9–13 mm średnicy. Mają 5 owalnych działek kielicha, które dorastają do 3–4 mm długości. Mają 5 eliptycznych lub owalnych płatków o długości 4–8 mm.
OwoceNagie niełupki o owalnym kształcie i długości 2–3 mm. Tworzą owoc zbiorowy – wieloniełupkę o półkulistym kształcie i dorastającą do 7–9 mm długości.

## Biologia i ekologia
Rośnie na trawiastych zboczach oraz skrajach lasów. Występuje na wysokości do 1700 m n.p.m. Kwitnie od marca do września, natomiast owoce pojawiają się od kwietnia do czerwca.

## Zastosowanie
Roślina ma zastosowanie w medycynie niekonwencjonalnej.